# Zeuxis (Politiker)
Zeuxis (altgriechisch Ζεῦξις Zeúxis) war ein bedeutender Politiker des Seleukidenreiches während der Regentschaft Antiochos’ des Großen. Von 213 bis 190 v. Chr. fungierte Zeuxis als Vizekönig Kleinasiens.

## Leben
Zeuxis war ein Sohn des Makedonen Kynagos und Teil der hellenistischen Oberschicht im Seleukidenreich. Als Antiochos der Große 223 v. Chr. den Thron bestieg, erhob sich Molon, der Generalstatthalter der Oberen Satrapien, gegen den jungen König. Reichskanzler Hermeias überzeugte Antiochos, nur die Generäle Xenon und Theodotos gegen Molon zu senden, um sich selbst auf die geplante Eroberung Koilesyriens vorzubereiten. Zeuxis nahm 221 v. Chr. als Offizier an der Strafexpedition gegen Molon teil und hatte während einer Schlacht am Tigris das Kommando über das Lager. Die beiden königlichen Generäle erlitten eine schwere Niederlage, doch konnte Zeuxis zumindest einen Teil des Heeres retten.
Beim zweiten Feldzug gegen Molon ein Jahr später fungierte Zeuxis als Berater des Königs, der dieses Mal selbst das Kommando übernommen hatte. Hermeias’ Kriegsplan sah vor, zunächst diesseits des Tigris an ihm entlang zu marschieren und den Fluss erst später zu überqueren, doch widersprach Zeuxis: Erstens hielt er die Straße diesseits des Tigris für zu anstrengend, da sie eine mehrtägige Durchquerung der Wüste verlangt hätte. Zweitens hätte eine spätere Überquerung des Flusses eventuell durch Molons Streitkräfte verhindert werden können. Drittens wollte Zeuxis durch ein frühes Eindringen in den Machtbereich seines Gegners diesen von einem möglichen Rückzug nach Medien abschneiden. Zeuxis setzte sich gegen Hermeias durch und das Seleukidenheer überquerte den Tigris so früh wie möglich. In der siegreichen Entscheidungsschlacht gegen Molon 220 v. Chr. kommandierte Zeuxis gemeinsam mit Hermeias den linken Flügel des Heeres.
Zeuxis war von diesem Zeitpunkt an einer der wichtigsten Freunde des Königs. Antiochos eroberte 213 v. Chr. Kleinasien zurück, das sich seit 220 in der Hand seines Onkels Achaios befunden hatte. Bevor der König zu seiner achtjährigen Anabasis nach Osten aufbrach, setzte er Zeuxis als neuen Vizekönig (Generalstatthalter) Kleinasiens ein. Dieser hatte damit ein Amt inne, das zuvor mit wenigen Ausnahmen wie Molon nur an Angehörige der Seleukidendynastie gegangen war. Das vertrauensvolle Verhältnis zwischen König und Statthalter schlug sich auch in ihrem Schriftverkehr nieder, in dem Antiochos den etwa zehn Jahre älteren Zeuxis als „Vater“ anredete. Wie andere seleukidische Statthalter vor ihm residierte Zeuxis von nun an in Sardes. Aufgrund der schwierigen Kommunikation im Seleukidenreich musste Zeuxis in den Folgejahren dabei relativ selbstständig Entscheidungen treffen.
Ein letztes Mal trat Zeuxis während des Römisch-Syrischen Krieges in Erscheinung. In der entscheidenden Schlacht bei Magnesia 190 v. Chr. hatte Zeuxis das Kommando über den rechten Flügel des Heeres. Unmittelbar nach der Niederlage gegen die Römer wurde Zeuxis als Unterhändler zu diesen geschickt. Er handelte auch ein Jahr später in Rom den Frieden von Apameia aus. Kleinasien fiel in dessen Folge an die Römer, woraufhin Zeuxis’ Funktion als Vizekönig nach mehr als zwanzig Jahren ihr Ende fand.